# 奥村翔 (ラグビー選手)
奥村 翔（おくむら かける、1998年6月10日 - ）は、ジャパンラグビーリーグワン静岡ブルーレヴズに所属するラグビー選手でチームの共同主将。

## プロフィール
- 京都府出身。
- ポジションはフルバック(FB)。
- 身長 180 cm、体重 87 kg
- 愛称はかける。

## 略歴
2017年、伏見工業高校卒業後、帝京大学に入る。なお伏見工業高校時代、高校日本代表候補に選ばれたことがある。
2020年、帝京大学ラグビー部の副将に就任。
2021年、帝京大学卒業後、ヤマハ発動機ジュビロ(現・静岡ブルーレヴズ)に加入。
2022年1月30日に行われたJAPAN RUGBY LEAGUE ONE第4節レッドハリケーンズ大阪戦にて先発出場で公式戦初出場を果たした。同年9月、クワッガ・スミスと共に静岡ブルーレヴズの共同主将に就任。
2023年7月、3か月間トゥールーズに留学予定。